# Danh sách giải thưởng và đề cử của Star Wars: Thần lực thức tỉnh
Star Wars: Thần lực thức tỉnh (tên gốc tiếng Anh: Star Wars: The Force Awakens, hoặc Star Wars: Episode VII – The Force Awakens) là một phim điện ảnh sử thi không gian của Mỹ năm 2015 do J. J. Abrams đạo diễn, đồng sản xuất kiêm đồng biên kịch. Đây là phần phim thứ bảy trong loạt phim chính của thương hiệu Star Wars, với sự tham gia diễn xuất của Harrison Ford, Mark Hamill, Carrie Fisher, Adam Driver, Daisy Ridley, John Boyega, Oscar Isaac, Lupita Nyong'o, Andy Serkis, Domhnall Gleeson, Anthony Daniels, Peter Mayhew và Max von Sydow. Phim lấy bối cảnh vào thời điểm 30 năm sau các sự kiện ở phần phim Sự trở lại của Jedi, theo chân ba nhân vật mới là Rey, Finn, và Poe Dameron trong cuộc tìm kiếm hiệp sĩ Jedi cuối cùng, Luke Skywalker, và cuộc chiến của họ cùng phe Kháng chiến, dưới sự dẫn dắt từ những cựu binh của Liên minh Nổi dậy, chống lại Kylo Ren và Tổ chức Thứ nhất, một tàn dư của Đế chế Thiên hà.
Star Wars: Thần lực thức tỉnh được hãng Walt Disney Studios Motion Pictures khởi chiếu ra mắt tại Hollywood, Los Angeles vào ngày 14 tháng 12 năm 2015 và được công chiếu tại Hoa Kỳ và Canada vào ngày 18 tháng 12 năm 2015. Trên toàn thế giới, Star Wars: Thần lực thức tỉnh được ra mắt tại 14.300 rạp chiếu phim, lập nhiều kỷ lục phòng vé và trở thành phim điện ảnh đầu tiên đạt mốc doanh thu toàn cầu 100 triệu USD chỉ trong một ngày. Với tổng kinh phí sản xuất 447 triệu USD, tác phẩm thu về tổng cộng 936,7 triệu USD chỉ tính riêng tại thị trường Mỹ và Canada và 1,134 tỷ USD tại các quốc gia và vùng lãnh thổ khác, đưa tổng mức doanh thu toàn cầu lên tới 2,071 tỷ USD, trở thành phim điện ảnh có doanh thu cao nhất năm 2015 và phim có thời gian chạm mốc 1 tỷ USD doanh thu nhanh nhất khi chỉ mất có 12 ngày. Sau 53 ngày phát hành, Star Wars: Thần lực thức tỉnh trở thành phim điện ảnh thứ ba trong lịch sử có doanh thu toàn cầu đạt mốc 2 tỷ USD, sau Avatar (2009) và Titanic (1997).
Trên hệ thống tổng hợp kết quả đánh giá Rotten Tomatoes, phim nhận được 93% lượng đồng thuận dựa theo 453 bài đánh giá. Đã có rất nhiều ý kiến đánh giá tích cực từ giới chuyên môn dành cho tác phẩm, trong đó đặc biệt khen ngợi dàn diễn viên mới, chỉ đạo đạo diễn, phần nhạc nền, hiệu ứng hình ảnh và diễn xuất hành động của dàn diễn viên, tuy nhiên một số khác lại cho rằng bộ phim quá phụ thuộc vào bộ ba phần phim gốc. Một số giải thưởng điện ảnh đã công bố các đề cử trước ngày công chiếu của Star Wars: Thần lực thức tỉnh vào tháng 12 năm 2015, khiến cho phim không được nhận đề cử trong Giải Quả cầu vàng lần thứ 73 cũng như nhiều lễ trao giải khác. Tuy nhiên, tên phim đã được thêm vào hạng mục Phim điện ảnh xuất sắc nhất tại Giải BFCA lần thứ 21 sau một cuộc bầu chọn đặc biệt của hội đồng đạo diễn, đồng thời danh sách đề cử của Giải thưởng Viện phim Mỹ 2015 cũng đã được đẩy lùi ngày công bố cho đến khi Star Wars: Thần lực thức tỉnh được công chiếu, giúp cho phim lọt vào danh sách Top mười phim của năm tại giải thưởng này.
Star Wars: Thần lực thức tỉnh nhận được năm đề cử cho Giải Oscar tại Giải Oscar lần thứ 88, bao gồm Nhạc phim hay nhất, Biên tập âm thanh xuất sắc nhất, Hòa âm hay nhất, Dựng phim xuất sắc nhất, và Hiệu ứng hình ảnh xuất sắc nhất. Tại Giải BAFTA lần thứ 69, Thần lực thức tỉnh nhận được bốn đề cử bao gồm Nhạc phim hay nhất, Âm thanh xuất sắc nhất, Thiết kế sản xuất xuất sắc nhất, và giành chiến thắng ở hạng mục Hiệu ứng hình ảnh xuất sắc nhất cùng một Giải ngôi sao đang lên BAFTA cho nam diễn viên John Boyega. Phim cũng nhận được đề cử cho Phim hay nhất tại Giải BFCA lần thứ 21. Đây cũng là phim điện ảnh nhận được nhiều đề cử nhất trong lịch sử Giải Sao Thổ với tổng cộng 13 đề cử tại Giải Sao Thổ lần thứ 42, và phim đã chiến thắng tám trong số đó, bao gồm Phim khoa học viễn tưởng hay nhất, Kịch bản hay nhất, Nam diễn viên chính xuất sắc nhất cho Harrison Ford, Nam diễn viên phụ xuất sắc nhất cho Adam Driver, Nhạc phim hay nhất, Hiệu ứng đặc biệt tốt nhất, Dựng phim tốt nhất, và Hóa trang tốt nhất. Phim còn nhận được bảy đề cử tại Giải Visual Effects Society 2015, và thắng bốn trong số đó.

## Giải thưởng
| Giải thưởng                                    | Ngày                 | Hạng mục                                                                                             | Đề cử | Kết quả   | Nguồn         |
| ---------------------------------------------- | -------------------- | --- | --- | --------- | ------------- |
| Giải Oscar                                     | 28 tháng 2 năm 2016  | Dựng phim xuất sắc nhất                                                                              | Maryann Brandon và Mary Jo Markey                                                                               | Đề cử     | [ 13 ]        |
| Giải Oscar                                     | 28 tháng 2 năm 2016  | Nhạc phim hay nhất                                                                                   | John Williams                                                                                                   | Đề cử     | [ 13 ]        |
| Giải Oscar                                     | 28 tháng 2 năm 2016  | Biên tập âm thanh xuất sắc nhất                                                                      | Matthew Wood và David Acord                                                                                     | Đề cử     | [ 13 ]        |
| Giải Oscar                                     | 28 tháng 2 năm 2016  | Hòa âm hay nhất                                                                                      | Andy Nelson, Christopher Scarabosio và Stuart Wilson                                                            | Đề cử     | [ 13 ]        |
| Giải Oscar                                     | 28 tháng 2 năm 2016  | Hiệu ứng hình ảnh xuất sắc nhất                                                                      | Roger Guyett, Patrick Tubach, Neal Scanlan và Chris Corbould                                                    | Đề cử     | [ 13 ]        |
| Liên minh các nữ nhà báo hoạt động về điện ảnh | 12 tháng 2 năm 2016  | Nữ ngôi sao hành động xuất sắc nhất                                                                  | Daisy Ridley | Đề cử     | [ 14 ]        |
| Liên minh các nữ nhà báo hoạt động về điện ảnh | 12 tháng 2 năm 2016  | Trình diễn đột phá nhất                                                                              | Daisy Ridley | Đề cử     | [ 14 ]        |
| Các nhà biên tập điện ảnh Hoa Kỳ               | 29 tháng 1 năm 2016  | Dựng phim xuất sắc nhất – Chính kịch                                                                 | Maryann Brandon và Mary Jo Markey                                                                               | Đề cử     | [ 15 ] [ 16 ] |
| Giải thưởng của Viện phim Mỹ                   | 12 tháng 12 năm 2015 | Top 10 phim điện ảnh của năm                                                                         | Star Wars: Thần lực thức tỉnh                                                                                   | Đoạt giải | [ 17 ]        |
| Giải thưởng Âm nhạc Mỹ                         | 20 tháng 11 năm 2016 | Top nhạc phim                                                                                        | Star Wars: The Force Awakens – Original Motion Picture Soundtrack                                               | Đề cử     | [ 18 ]        |
| Art Directors Guild Awards                     | 31 tháng 1 năm 2016  | Thiết kế sản xuất xuất sắc nhất – Phim kỳ ảo                                                         | Rick Carter và Darren Gilford                                                                                   | Đề cử     | [ 19 ]        |
| Giải thưởng Điện ảnh Viện Hàn lâm Anh Quốc     | 14 tháng 2 năm 2016  | Nhạc phim hay nhất                                                                                   | John Williams                                                                                                   | Đề cử     | [ 20 ]        |
| Giải thưởng Điện ảnh Viện Hàn lâm Anh Quốc     | 14 tháng 2 năm 2016  | Âm thanh xuất sắc nhất                                                                               | Matthew Wood, David Acord, Andy Nelson, Christopher Scarabosio và Stuart Wilson                                 | Đề cử     | [ 20 ]        |
| Giải thưởng Điện ảnh Viện Hàn lâm Anh Quốc     | 14 tháng 2 năm 2016  | Thiết kế sản xuất xuất sắc nhất                                                                      | Rick Carter, Darren Gilford và Lee Sandales                                                                     | Đề cử     | [ 20 ]        |
| Giải thưởng Điện ảnh Viện Hàn lâm Anh Quốc     | 14 tháng 2 năm 2016  | Hiệu ứng hình ảnh đặc biệt xuất sắc nhất                                                             | Roger Guyett, Neal Scanlan, Chris Corbould và Paul Kavanagh                                                     | Đoạt giải | [ 20 ]        |
| Giải Bodil                                     | 5 tháng 3 năm 2016   | Phim Mỹ hay nhất                                                                                     | Star Wars: Thần lực thức tỉnh                                                                                   | Đề cử     | [ 21 ] [ 22 ] |
| Casting Society of America                     | 21 tháng 1 năm 2016  | Phim kinh phí lớn – Chính kịch                                                                       | April Webster, Nina Gold, Alyssa Weisberg và Jessica Sherman                                                    | Đề cử     | [ 23 ]        |
| Giải Cinema Audio Society                      | 20 tháng 2 năm 2016  | Thành tựu đột phá cho hòa âm trong phim điện ảnh – Người đóng                                        | Andy Nelson, Christopher Scarabosio và Stuart Wilson, Shawn Murphy, Charleen Richards và Chris Manning          | Đề cử     | [ 24 ] [ 25 ] |
| Giải thưởng của Hiệp hội thiết kế phục trang   | 23 tháng 2 năm 2016  | Xuất sắc trong phim kỳ ảo                                                                            | Michael Kaplan                                                                                                  | Đề cử     | [ 26 ] [ 27 ] |
| Giải Lựa chọn của giới phê bình điện ảnh       | 17 tháng 1 năm 2016  | Phim hay nhất                                                                                        | Kathleen Kennedy, J. J. Abrams và Bryan Burk                                                                    | Đề cử     | [ 28 ] [ 29 ] |
| Giải Empire                                    | 20 tháng 3 năm 2016  | Phim điện ảnh xuất sắc nhất                                                                          | Kathleen Kennedy, J. J. Abrams và Bryan Burk                                                                    | Đề cử     | [ 30 ]        |
| Giải Empire                                    | 20 tháng 3 năm 2016  | Phim khoa học viễn tưởng/kỳ ảo xuất sắc nhất                                                         | Kathleen Kennedy, J. J. Abrams và Bryan Burk                                                                    | Đoạt giải | [ 30 ]        |
| Giải Empire                                    | 20 tháng 3 năm 2016  | Đạo diễn xuất sắc nhất                                                                               | J. J. Abrams | Đoạt giải | [ 30 ]        |
| Giải Empire                                    | 20 tháng 3 năm 2016  | Nam diễn viên mới xuất sắc nhất                                                                      | John Boyega | Đoạt giải | [ 30 ]        |
| Giải Empire                                    | 20 tháng 3 năm 2016  | Nữ diễn viên mới xuất sắc nhất                                                                       | Daisy Ridley | Đoạt giải | [ 30 ]        |
| Giải Empire                                    | 20 tháng 3 năm 2016  | Thiết kế trang phục xuất sắc nhất                                                                    | Michael Kaplan                                                                                                  | Đề cử     | [ 30 ]        |
| Giải Empire                                    | 20 tháng 3 năm 2016  | Hóa trang và làm tóc xuất sắc nhất                                                                   | Neal Scanlan | Đề cử     | [ 30 ]        |
| Giải Empire                                    | 20 tháng 3 năm 2016  | Hiệu ứng hình ảnh xuất sắc nhất                                                                      | Roger Guyett, Patrick Tubach, Neal Scanlan và Chris Corbould                                                    | Đoạt giải | [ 30 ]        |
| Giải Empire                                    | 20 tháng 3 năm 2016  | Thiết kế sản xuất xuất sắc nhất                                                                      | Rick Carter, Darren Gilford, Alastair Bullock và Gary Tomkins                                                   | Đề cử     | [ 30 ]        |
| Evening Standard British Film Awards           | 7 tháng 2 năm 2016   | Bom tấn của năm                                                                                      | Star Wars: Thần lực thức tỉnh                                                                                   | Đoạt giải | [ 31 ]        |
| Hiệp hội phê bình phim Florida                 | 23 tháng 12 năm 2015 | Nhạc nền phim xuất sắc nhất                                                                          | John Williams                                                                                                   | Đề cử     | [ 32 ] [ 33 ] |
| Hiệp hội phê bình phim Florida                 | 23 tháng 12 năm 2015 | Hiệu ứng hình ảnh xuất sắc nhất                                                                      | Roger Guyett, Patrick Tubach, Neal Scanlan và Chris Corbould                                                    | Runner-up | [ 32 ] [ 33 ] |
| Hiệp hội phê bình phim Florida                 | 23 tháng 12 năm 2015 | Giải thưởng đột phá                                                                                  | Daisy Ridley | Đoạt giải | [ 32 ] [ 33 ] |
| Giải Grammy                                    | 12 tháng 2 năm 2017  | Nhạc nền hay nhất cho phim ảnh                                                                       | John Williams                                                                                                   | Đoạt giải | [ 34 ]        |
| Giải Hugo                                      | 20 tháng 8 năm 2016  | Trình diễn chính kịch xuất sắc nhất                                                                  | J. J. Abrams, Lawrence Kasdan, Michael Arndt                                                                    | Đề cử     | [ 35 ]        |
| Giải Jupiter                                   | 6 tháng 4 năm 2016   | Phim quốc tế xuất sắc nhất                                                                           | J. J. Abrams | Đoạt giải | [ 36 ]        |
| Hiệp hội nghệ sĩ hóa trang và làm tóc          | 20 tháng 2 năm 2016  | Phim điện ảnh – Kỹ xảo hóa trang xuất sắc nhất                                                       | Neal Scanlan | Đề cử     | [ 37 ] [ 38 ] |
| Hiệp hội biên tập âm thanh điện ảnh            | 27 tháng 2 năm 2016  | Biên tập âm thanh xuất sắc nhất: Âm nhạc trong phim điện ảnh                                         | Ramiro Belgardt và Paul Apelgren                                                                                | Đoạt giải | [ 39 ] [ 40 ] |
| Hiệp hội biên tập âm thanh điện ảnh            | 27 tháng 2 năm 2016  | Biên tập âm thanh xuất sắc nhất: Hiệu ứng âm thanh và Foley trong phim điện ảnh                      | Matthew Wood | Đề cử     | [ 39 ] [ 40 ] |
| Hiệp hội biên tập âm thanh điện ảnh            | 27 tháng 2 năm 2016  | Biên tập âm thanh xuất sắc nhất: Hội thoại & ADR trong phim điện ảnh                                 | Matthew Wood | Đề cử     | [ 39 ] [ 40 ] |
| Giải Điện ảnh của MTV                          | 10 tháng 4 năm 2016  | Movie of the Year                                                                                    | Star Wars: Thần lực thức tỉnh                                                                                   | Đoạt giải | [ 41 ]        |
| Giải Điện ảnh của MTV                          | 10 tháng 4 năm 2016  | Trình diễn nữ đột phá                                                                                | Daisy Ridley | Đề cử     | [ 41 ]        |
| Giải Điện ảnh của MTV                          | 10 tháng 4 năm 2016  | Trình diễn đột phá                                                                                   | Daisy Ridley | Đoạt giải | [ 41 ]        |
| Giải Điện ảnh của MTV                          | 10 tháng 4 năm 2016  | Trình diễn đột phá                                                                                   | John Boyega | Đề cử     | [ 41 ]        |
| Giải Điện ảnh của MTV                          | 10 tháng 4 năm 2016  | Chiến đấu xuất sắc nhất                                                                              | Daisy Ridley và Adam Driver                                                                                     | Đề cử     | [ 41 ]        |
| Giải Điện ảnh của MTV                          | 10 tháng 4 năm 2016  | Phản diện xuất sắc nhất                                                                              | Adam Driver | Đoạt giải | [ 41 ]        |
| Giải Điện ảnh của MTV                          | 10 tháng 4 năm 2016  | Trình diễn hành động xuất sắc nhất                                                                   | John Boyega | Đề cử     | [ 41 ]        |
| Giải Điện ảnh của MTV                          | 10 tháng 4 năm 2016  | Trình diễn thực tế xuất sắc nhất                                                                     | Andy Serkis | Đề cử     | [ 41 ]        |
| Giải Điện ảnh của MTV                          | 10 tháng 4 năm 2016  | Trình diễn thực tế xuất sắc nhất                                                                     | Lupita Nyong'o                                                                                                  | Đề cử     | [ 41 ]        |
| Giải Điện ảnh của MTV                          | 10 tháng 4 năm 2016  | Dàn diễn viên xuất sắc nhất                                                                          | Star Wars: Thần lực thức tỉnh                                                                                   | Đề cử     | [ 41 ]        |
| Giải Điện ảnh của MTV                          | 10 tháng 4 năm 2016  | Anh hùng xuất sắc nhất                                                                               | Daisy Ridley | Đề cử     | [ 41 ]        |
| Giải Kids' Choice                              | 12 tháng 3 năm 2016  | Phim điện ảnh yêu thích                                                                              | Star Wars: Thần lực thức tỉnh                                                                                   | Đoạt giải | [ 42 ]        |
| Giải Kids' Choice                              | 12 tháng 3 năm 2016  | Nam diễn viên điện ảnh yêu thích                                                                     | John Boyega | Đề cử     | [ 42 ]        |
| Giải Kids' Choice                              | 12 tháng 3 năm 2016  | Nữ diễn viên điện ảnh yêu thích                                                                      | Daisy Ridley | Đề cử     | [ 42 ]        |
| Giải Kids' Choice                              | 12 tháng 3 năm 2016  | Cuốn sách yêu thích                                                                                  | Star Wars: Absolutely Everything You Need To Know                                                               | Đề cử     | [ 42 ]        |
| Liên hoan phim quốc tế Santa Barbara           | 10 tháng 2 năm 2016  | Variety Artisans Award – Hiệu ứng hình ảnh                                                           | Patrick Tubach                                                                                                  | Đoạt giải | [ 43 ] [ 44 ] |
| Giải Sao Thổ                                   | 22 tháng 6 năm 2016  | Phim khoa học viễn tưởng hay nhất                                                                    | Star Wars: Thần lực thức tỉnh                                                                                   | Đoạt giải | [ 45 ] [ 46 ] |
| Giải Sao Thổ                                   | 22 tháng 6 năm 2016  | Đạo diễn xuất sắc nhất                                                                               | J. J. Abrams | Đề cử     | [ 45 ] [ 46 ] |
| Giải Sao Thổ                                   | 22 tháng 6 năm 2016  | Kịch bản xuất sắc nhất                                                                               | Lawrence Kasdan, J. J. Abrams và Michael Arndt                                                                  | Đoạt giải | [ 45 ] [ 46 ] |
| Giải Sao Thổ                                   | 22 tháng 6 năm 2016  | Nam diễn viên chính xuất sắc nhất                                                                    | John Boyega | Đề cử     | [ 45 ] [ 46 ] |
| Giải Sao Thổ                                   | 22 tháng 6 năm 2016  | Nam diễn viên chính xuất sắc nhất                                                                    | Harrison Ford                                                                                                   | Đoạt giải | [ 45 ] [ 46 ] |
| Giải Sao Thổ                                   | 22 tháng 6 năm 2016  | Nữ diễn viên chính xuất sắc nhất                                                                     | Daisy Ridley | Đề cử     | [ 45 ] [ 46 ] |
| Giải Sao Thổ                                   | 22 tháng 6 năm 2016  | Nam diễn viên phụ xuất sắc nhất                                                                      | Adam Driver | Đoạt giải | [ 45 ] [ 46 ] |
| Giải Sao Thổ                                   | 22 tháng 6 năm 2016  | Nữ diễn viên phụ xuất sắc nhất                                                                       | Carrie Fisher                                                                                                   | Đề cử     | [ 45 ] [ 46 ] |
| Giải Sao Thổ                                   | 22 tháng 6 năm 2016  | Nữ diễn viên phụ xuất sắc nhất                                                                       | Lupita Nyong'o                                                                                                  | Đề cử     | [ 45 ] [ 46 ] |
| Giải Sao Thổ                                   | 22 tháng 6 năm 2016  | Nhạc phim hay nhất                                                                                   | John Williams                                                                                                   | Đoạt giải | [ 45 ] [ 46 ] |
| Giải Sao Thổ                                   | 22 tháng 6 năm 2016  | Dựng phim xuất sắc nhất                                                                              | Maryann Brandon và Mary Jo Markey                                                                               | Đoạt giải | [ 45 ] [ 46 ] |
| Giải Sao Thổ                                   | 22 tháng 6 năm 2016  | Thiết kế sản xuất xuất sắc nhất                                                                      | Rick Carter và Darren Gilford                                                                                   | Đề cử     | [ 45 ] [ 46 ] |
| Giải Sao Thổ                                   | 22 tháng 6 năm 2016  | Thiết kế phục trang xuất sắc nhất                                                                    | Michael Kaplan                                                                                                  | Đề cử     | [ 45 ] [ 46 ] |
| Giải Sao Thổ                                   | 22 tháng 6 năm 2016  | Hóa trang xuất sắc nhất                                                                              | Neal Scanlan | Đoạt giải | [ 45 ] [ 46 ] |
| Giải Sao Thổ                                   | 22 tháng 6 năm 2016  | Hiệu ứng hình ảnh xuất sắc nhất                                                                      | Roger Guyett, Patrick Tubach, Neal Scanlan và Chris Corbould                                                    | Đoạt giải | [ 45 ] [ 46 ] |
| Screen Nation Film and Television Awards       | 19 tháng 3 năm 2016  | Trình diễn nam trong phim điện ảnh                                                                   | John Boyega | Đoạt giải | [ 47 ]        |
| Screen Nation Film and Television Awards       | 19 tháng 3 năm 2016  | Phim điện ảnh quốc tế yêu thích (do người Anh Quốc thực hiện hoặc có sự tham gia của người Anh Quốc) | Star Wars: Thần lực thức tỉnh – John Boyega                                                                     | Đề cử     | [ 47 ]        |
| Society of Camera Operators                    | 6 tháng 2 năm 2016   | Vận hành máy quay của năm – Phim điện ảnh                                                            | Colin Anderson                                                                                                  | Đề cử     | [ 48 ]        |
| Giải Teen Choice                               | 31 tháng 7 năm 2016  | Lựa chọn phim điện ảnh: Khoa học viễn tưởng/Kỳ ảo                                                    | Star Wars: Thần lực thức tỉnh                                                                                   | Đề cử     | [ 49 ]        |
| Giải Teen Choice                               | 31 tháng 7 năm 2016  | Lựa chọn nữ diễn viên phim điện ảnh: Khoa học viễn tưởng/Kỳ ảo                                       | Daisy Ridley | Đề cử     | [ 49 ]        |
| Giải Teen Choice                               | 31 tháng 7 năm 2016  | Lựa chọn phim điện ảnh: Phản diện                                                                    | Adam Driver | Đoạt giải | [ 49 ]        |
| Giải Teen Choice                               | 31 tháng 7 năm 2016  | Lựa chọn phim điện ảnh: Xúc tác                                                                      | Daisy Ridley & John Boyega                                                                                      | Đề cử     | [ 49 ]        |
| Giải Teen Choice                               | 31 tháng 7 năm 2016  | Lựa chọn phim điện ảnh: Thịnh nộ                                                                     | Adam Driver | Đề cử     | [ 49 ]        |
| Giải Teen Choice                               | 31 tháng 7 năm 2016  | Lựa chọn phim điện ảnh: Ngôi sao đột phá                                                             | Daisy Ridley | Đoạt giải | [ 49 ]        |
| Giải Teen Choice                               | 31 tháng 7 năm 2016  | Lựa chọn phim điện ảnh: Ngôi sao đột phá                                                             | John Boyega | Đề cử     | [ 49 ]        |
| Visual Effects Society                         | 2 tháng 2 năm 2016   | Hiệu ứng hình ảnh đột phá trong phim điện ảnh người đóng                                             | Roger Guyett, Patrick Tubach, Paul Kavanagh, Chris Corbould và Luke O'Byrne                                     | Đoạt giải | [ 50 ] [ 51 ] |
| Visual Effects Society                         | 2 tháng 2 năm 2016   | Môi trường nhân tạo đột phá trong phim điện ảnh người đóng                                           | Yannick Dusseault, Mike Wood, Justin van der Lek và Quentin Marmier (cho Cuộc rượt đuổi tàu Falcon / Nghĩa địa) | Đoạt giải | [ 50 ] [ 51 ] |
| Visual Effects Society                         | 2 tháng 2 năm 2016   | Trình diễn hoạt họa đột phá trong phim điện ảnh người đóng                                           | Joel Bodin, Arslan Elver, Ian Comley và Stephen Cullingford (cho Maz Kanata)                                    | Đề cử     | [ 50 ] [ 51 ] |
| Visual Effects Society                         | 2 tháng 2 năm 2016   | Quay phim đột phá trong dự án điện ảnh người đóng                                                    | Paul Kavanagh, Colin Benoit, Susumu Yukuhiro và Greg Salter (cho Cuộc rượt đuổi tàu Falcon / Nghĩa địa)         | Đoạt giải | [ 50 ] [ 51 ] |
| Visual Effects Society                         | 2 tháng 2 năm 2016   | Compositing đột phá trong phim điện ảnh người đóng                                                   | Jay Cooper, Marian Mavrovic, Jean Lapointe, Alex Prichard                                                       | Đề cử     | [ 50 ] [ 51 ] |
| Visual Effects Society                         | 2 tháng 2 năm 2016   | Hình mẫu đột phá trong dự án hoạt hình hoặc điện ảnh người đóng                                      | Joshua Lee, Matthew Denton, Landis Fields, Cyrus Jam (cho BB-8)                                                 | Đoạt giải | [ 50 ] [ 51 ] |
| Visual Effects Society                         | 2 tháng 2 năm 2016   | Mô phỏng hiệu ứng đột phá trong phim điện ảnh người đóng                                             | Rick Hankins, Dan Bornstein, John Doublestein, Gary Wu (cho Căn cứ Starkiller)                                  | Đề cử     | [ 50 ] [ 51 ] |
| World Soundtrack Awards                        | 24 tháng 10 năm 2016 | Nhà soạn nhạc điện ảnh của năm                                                                       | John Williams (cũng cho Chuyện chưa kể ở xứ sở khổng lồ)                                                        | Đề cử     | [ 52 ]        |